# Крейчий, Ладислав (1999)
Ла́дислав Кре́йчий (чеш. Ladislav Krejčí; род. 20 апреля 1999, Росице, Южноморавский край) — чешский футболист, полузащитник клуба «Жирона» и сборной Чехии. Участник чемпионата Европы 2024.

## Карьера
Уроженец города Росице. Футболом начинал заниматься в местной команде. В 13 лет перешёл в молодёжную команду «Зброёвка». С сезона 2016/2017 был заигран за основную команду. В чемпионате дебютировал 2 октября 2016 года в поединке против «Спарты» (3:3) - вышел в стартовом составе и провёл на поле весь матч. Всего в дебютном сезоне выходил на поле в 13 поединках.
13 мая 2018 года в поединке чемпионата забил своей первый гол в профессиональном футболе в ворота «Теплице».
Летом 2019 года подписал четырёхлетний контракт с пражской «Спартой». 20 июля 2019 года дебютировал за новую команду в поединке против «Яблонца».
Выступал за юношеские и молодёжные сборные страны.
24 марта 2022 года дебютировал за главную сборную Чехии в матче плей-офф отборочного цикла чемпионата мира 2022 матче против сборной Швеции, выйдя на замену на 92-й минуте.

## Статистика выступлений за сборную
| Матчи за сборную Чехии | Матчи за сборную Чехии | Матчи за сборную Чехии | Матчи за сборную Чехии | Матчи за сборную Чехии | Матчи за сборную Чехии    | Матчи за сборную Чехии |
| ---------------------- | ---------------------- | ---------------------- | ---------------------- | ---------------------- | ------------------------- | ---------------------- |
| №                      | Дата                   | Оппонент               | Счёт                   | Голы                   | Соревнование              |                        |
| 1                      | 24 марта 2022          | Швеция                 | 0:1                    | -                      | Отборочный матч ЧМ-2022   |                        |
| 2                      | 2 июня 2022            | Швейцария              | 2:1                    | -                      | Лига наций 2022/23        |                        |
| 3                      | 24 марта 2023          | Польша                 | 3:1                    | 1                      | Отборочный матч ЧЕ-2024   |                        |
| 4                      | 17 июня 2023           | Фарерские острова      | 3:0                    | 1                      | Отборочный матч ЧЕ-2024   |                        |
| 5                      | 7 сентября 2023        | Албания                | 1:1                    | -                      | Отборочный матч ЧЕ-2024   |                        |
| 6                      | 12 октября 2023        | Албания                | 0:3                    | -                      | Отборочный матч ЧЕ-2024   |                        |
| 7                      | 15 октября 2023        | Фарерские острова      | 1:0                    | -                      | Отборочный матч ЧЕ-2024   |                        |
| 8                      | 22 марта 2024          | Норвегия               | 2:1                    | -                      | Товарищеский матч         |                        |
| 9                      | 26 марта 2024          | Армения                | 2:1                    | 1                      | Товарищеский матч         |                        |
| 10                     | 10 июня 2024           | Северная Македония     | 2:1                    | -                      | Товарищеский матч         |                        |
| 11                     | 18 июня 2024           | Португалия             | 1:2                    | -                      | ЧЕ-2024. Групповая стадия |                        |
| 12                     | 22 июня 2024           | Грузия                 | 1:1                    | -                      | ЧЕ-2024. Групповая стадия |                        |
| 13                     | 26 июня 2024           | Турция                 | 1:2                    | -                      | ЧЕ-2024. Групповая стадия |                        |
| 14                     | 7 сентября 2024        | Грузия                 | 1:4                    | -                      | Лига наций 2024/25        |                        |
| 15                     | 10 сентября 2024       | Украина                | 3:2                    | -                      | Лига наций 2024/25        |                        |
| 16                     | 14 октября 2024        | Украина                | 1:1                    | -                      | Лига наций 2024/25        |                        |
| 17                     | 22 марта 2025          | Фарерские острова      | 2:1                    | -                      | Отборочный матч ЧМ-2026   |                        |
| 18                     | 25 марта 2025          | Гибралтар              | 4:0                    | -                      | Отборочный матч ЧМ-2026   |                        |
| 19                     | 6 июня 2025            | Черногория             | 2:0                    | -                      | Отборочный матч ЧМ-2026   |                        |
| 20                     | 9 июня 2025            | Хорватия               | 1:5                    | -                      | Отборочный матч ЧМ-2026   |                        |

## Достижения
«Спарта» (Прага)
- Чемпион Чехии: 2022/23
- Обладатель кубка Чехии: 2019/20